# Premier League Malti 1980-1981
L'edizione 1980-1981 della Premier League maltese è stata la sessantaseiesima edizione della massima serie del campionato maltese di calcio. Il titolo è stato vinto dagli Hibernians.

## Classifica
|   | Classifica       | G  | V  | N | P  | GF | GS | Dif | Pt |
| - | ---------------- | -- | -- | - | -- | -- | -- | --- | -- |
| 1 | Hibernians       | 14 | 12 | 2 | 0  | 34 | 10 | +24 | 26 |
| 2 | Sliema Wanderers | 14 | 10 | 3 | 1  | 27 | 8  | +19 | 23 |
| 3 | Ħamrun Spartans  | 14 | 7  | 1 | 6  | 19 | 16 | +3  | 15 |
| 4 | Floriana         | 14 | 5  | 5 | 4  | 17 | 13 | +4  | 15 |
| 5 | Valletta         | 14 | 6  | 1 | 7  | 25 | 17 | +8  | 13 |
| 6 | Żurrieq          | 14 | 4  | 4 | 6  | 15 | 17 | -2  | 12 |
| 7 | Birkirkara       | 14 | 2  | 3 | 11 | 9  | 35 | -26 | 7  |
| 8 | Marsa            | 14 | 1  | 1 | 12 | 5  | 35 | -30 | 3  |

## Verdetti finali
- Hibernians Campione di Malta 1980-1981
- Birkirkara e Marsa retrocesse.